# Sill
En geologia, un sill, dic capa o filó capa (en suec, syll) és una massa tabular de constituïda per roques ígnies, disposat horitzontalment, que ha estat generat per una intrusió lateral entre dues capes de roca sedimentària, capes de lava volcànica o tova volcànica, o fins i tot al llarg de la foliació de roques metamòrfiques.
Les làmines estan sempre paral·leles a les capes de roques naturals de la regió. Poden ser confosos sovint amb fluxos de lava quan són vistos des d'un punt de vista geològic, però hi ha una diferència fonamental entre aquests. Quan els fluxos de lava entren a la roca sempre ho fan per la superfície, escalfant només un costat de la roca natural de la regió. Per contra, la intrusió d'un sill a la roca crea un escalfament en ambdós costats.
Les intrusions de capes màfica i ultramàfica són una varietat de làmines que sovint contenen importants dipòsits de mena. Exemples del Precambrià inclouen els complexos de Bushveld, Insizwa, i el Gran Dic a l'Àfrica meridional, el complex intrusiu de Duluth, Minnesota al Districte Superior, i la intrusió de Stillwater en els Estats Units. Els exemples Fanerozoic són usualment més petits i inclouen el complex peridotític de l'Illa de Rum, a Escòcia i la intrusió Skaergaard a l'est de Groenlàndia. Aquestes intrusions sovint contenen concentracions d'or, platí, crom, i altres elements poc freqüents.